# Tischberg
Tischberg är ett berg i Österrike.   Det ligger i distriktet Gmünd och förbundslandet Niederösterreich, i den nordöstra delen av landet, 130 km väster om huvudstaden Wien. Toppen på Tischberg är 1 065 meter över havet, eller 156 meter över den omgivande terrängen. Bredden vid basen är 5,0 km.
Terrängen runt Tischberg är kuperad norrut, men söderut är den platt. Närmaste större samhälle är Groß Gerungs, 17,0 km öster om Tischberg. 
I omgivningarna runt Tischberg växer i huvudsak barrskog. Runt Tischberg är det ganska tätbefolkat, med 56 invånare per kvadratkilometer.